# Tippera jezik
Tippera jezik (ISO 639-3: tpe; kok borok, tipperah, tippurah, tipra, tipura, triperah, tripura), sinotibetski jezik kojim govori 85 000 ljudi iz plemena Tippera u brdima Chittagong u Bangladešu. Postoji 36 dijalekata među kojima naitong, dendak, gabing, khali, phatung, tongpai, anok, kewa, kema i aslong.
Nekada se smatralo da (zajedno s jezikom usoi) pripada indoeuropskoj porodici. Danas se još osam jezika klasificira se podskupini bodo. Mnogi Tippera muškarci služe se doneke i bengalski [ben].

## Vanjske poveznice
- Ethnologue (14th)